# Aurus Senat
Aurus Senat (russisch Аурус Сенат) ist eine Luxus-Limousine, die beim Moskauer Automobilinstitut NAMI entwickelt wurde. Das Serienmodell wurde auf dem Internationalen Automobilsalon Moskau Ende August 2018 vorgestellt.
Der Wagen wurde bei der Amtseinführung des Präsidenten der Russischen Föderation Wladimir Putin am 7. Mai 2018 der Öffentlichkeit bekannt und erstmals als Staatskarosse eingesetzt.

## Geschichte
Seit den 1990er-Jahren benutzte der Kreml ausschließlich Luxuswagen von Mercedes. 2012 gab Wladimir Putin das Projekt Kortesch (Кортеж, von franz. Cortège, „Ehrengeleit“, „[motorisierte] Eskorte“, „Autokolonne“) in Auftrag, das vom Staat mit 12,4 Milliarden Rubel (164 Millionen Euro) subventioniert wurde.
Im Jahr 2013 wurde dem Moskauer Fahrzeuginstitut NAMI die alleinige Entwicklungskompetenz für das Projekt übertragen. Bis dahin und währenddessen waren in den russischen Medien verschiedene einheimische und internationale Hersteller für eine spätere Serienfertigung des Fahrzeugs und weiterer Modelle auf der gleichen Plattform im Gespräch. Darunter waren ZIL (insolvent seit 2013), KAMAZ und GAZ. KAMAZ verhandelte mit Mercedes-Benz, auch eine Zusammenarbeit mit Magna International oder Porsche wurde erwogen. 2014 wurde von der russischen Regierung UAZ für die Fertigung der zukünftigen Serienfahrzeuge ausgewählt. Porsche und Bosch sollen an der Entwicklung des Motors mitgewirkt haben. Dagegen haben wichtige technische Daten des Motors Ähnlichkeiten mit einem Motor von BMW. Unklar ist ebenfalls, von welchen Zulieferern Komponenten wie Antiblockiersystem, Fahrdynamikregelung oder Klimaanlagen stammen.
Die Fertigung der Limousinen erfolgt in einem Werk in Jelabuga durch ein Joint-Venture von Ford und Sollers und ist seit März 2022 von Sanktionen infolge des Überfalls auf die Ukraine betroffen.

## Technische Daten

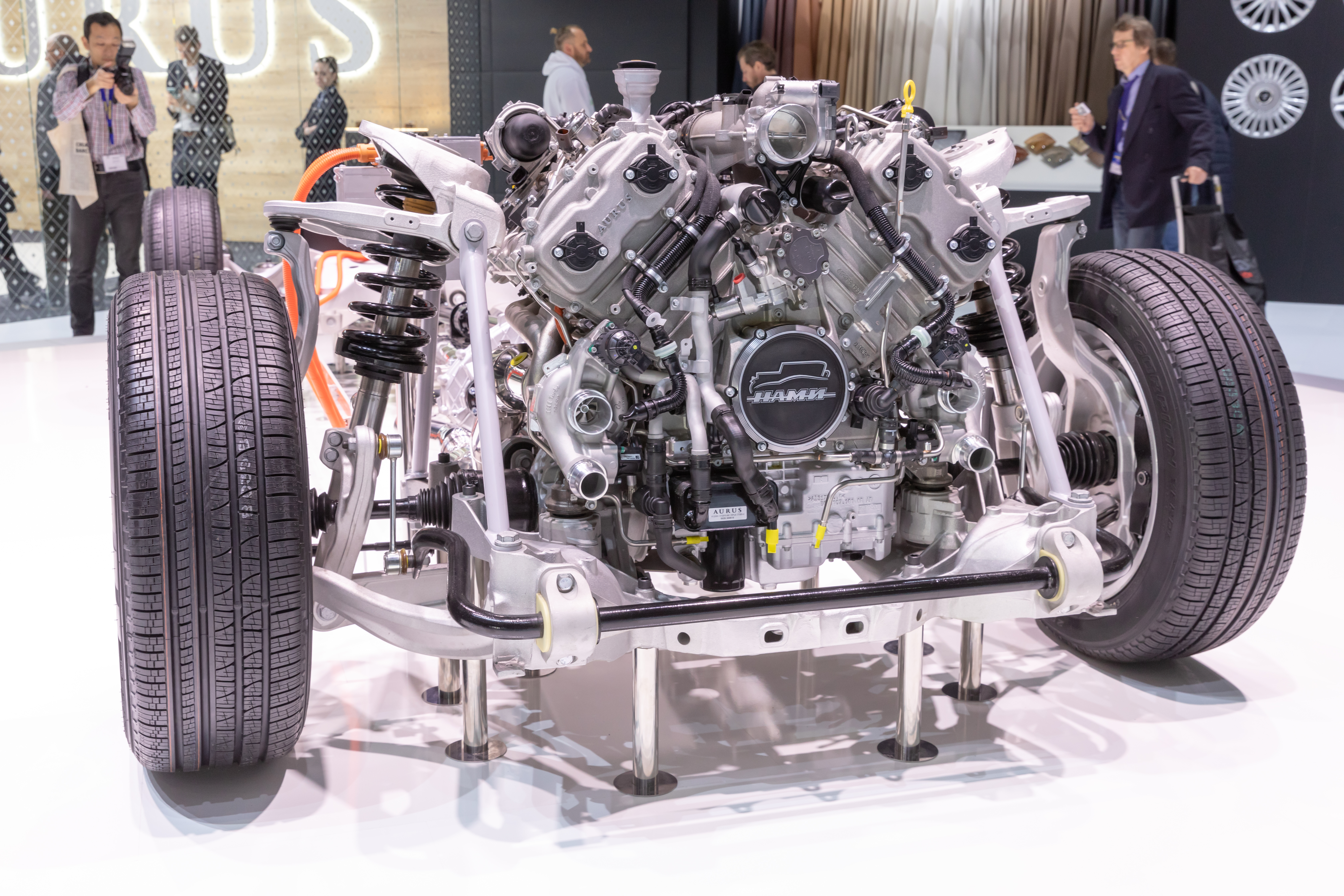
Antriebseinheit

Der Aurus Senat wurde nach Aussagen des Chef-Designers von NAMI, Juri Tschernenko, inspiriert von der ZIS-110-Limousine aus den 1940er Jahren gestaltet, nachdem ein Auftrag erteilt wurde, das Auto in klassischem Stil zu halten. Die Styling-Inspiration stammt aber auch aus einem Rolls-Royce Phantom VIII. Angetrieben wird der Wagen von einem 4,4 Liter großen V8-Motor, der durch einen Elektromotor unterstützt wird und 440 kW (598 PS) leisten soll. Der V8 wurde von NAMI in Zusammenarbeit mit Porsche Engineering Group entwickelt. Das maximale Drehmoment soll 880 Newtonmeter betragen. Der Innenraum ist mit Leder ausgeschlagen und mit Holzverkleidungen sowie Aluminium verziert.
|                                            | Senat                          |
| ------------------------------------------ | ------------------------------ |
| Bauzeitraum                                | seit 2019                      |
| Motorkenndaten                             |                                |
| Motortyp                                   | V8-Ottomotor + Elektromotor    |
| Motoraufladung                             | Biturbo                        |
| Hubraum                                    | 4400 cm³                       |
| max. Leistung Verbrennungsmotor            | 440 kW (598 PS) bei 5500 min−1 |
| max. Leistung Elektromotor                 | 46 kW (63 PS)                  |
| max. Drehmoment Verbrennungsmotor          | 880 Nm bei 2200–4750 min−1     |
| Kraftübertragung                           |                                |
| Antrieb                                    | Allradantrieb                  |
| Getriebe, serienmäßig                      | 9-Stufen-Automatikgetriebe     |
| Messwerte                                  |                                |
| Höchstgeschwindigkeit                      | 250 km/h (abgeregelt)          |
| Beschleunigung, 0–100 km/h                 | 5,8 s                          |
| Kraftstoffverbrauch je 100 km (kombiniert) | 13,0 l Super                   |

## Modelle
Unter dem Projektnamen Kortesch sind auch weitere Modelle geplant: ein Fahrzeug der Kompaktklasse, ein SUV, ein Van und eine weitere Limousine. Die Kortesch-Fahrzeuge sind für den freien Markt bestimmt und werden seit 2019 zum Verkauf angeboten. Insgesamt will Russland rund 250 Millionen Euro in die neue Fahrzeugfamilie investieren. Im September 2021 erschien beim Begräbnis des russischen Ministers für Katastrophenschutz Jewgeni Nikolajewitsch Sinitschew erstmals die Leichenwagen-Modellvariante Aurus Lafet (Аурус Лафет) in der Öffentlichkeit.

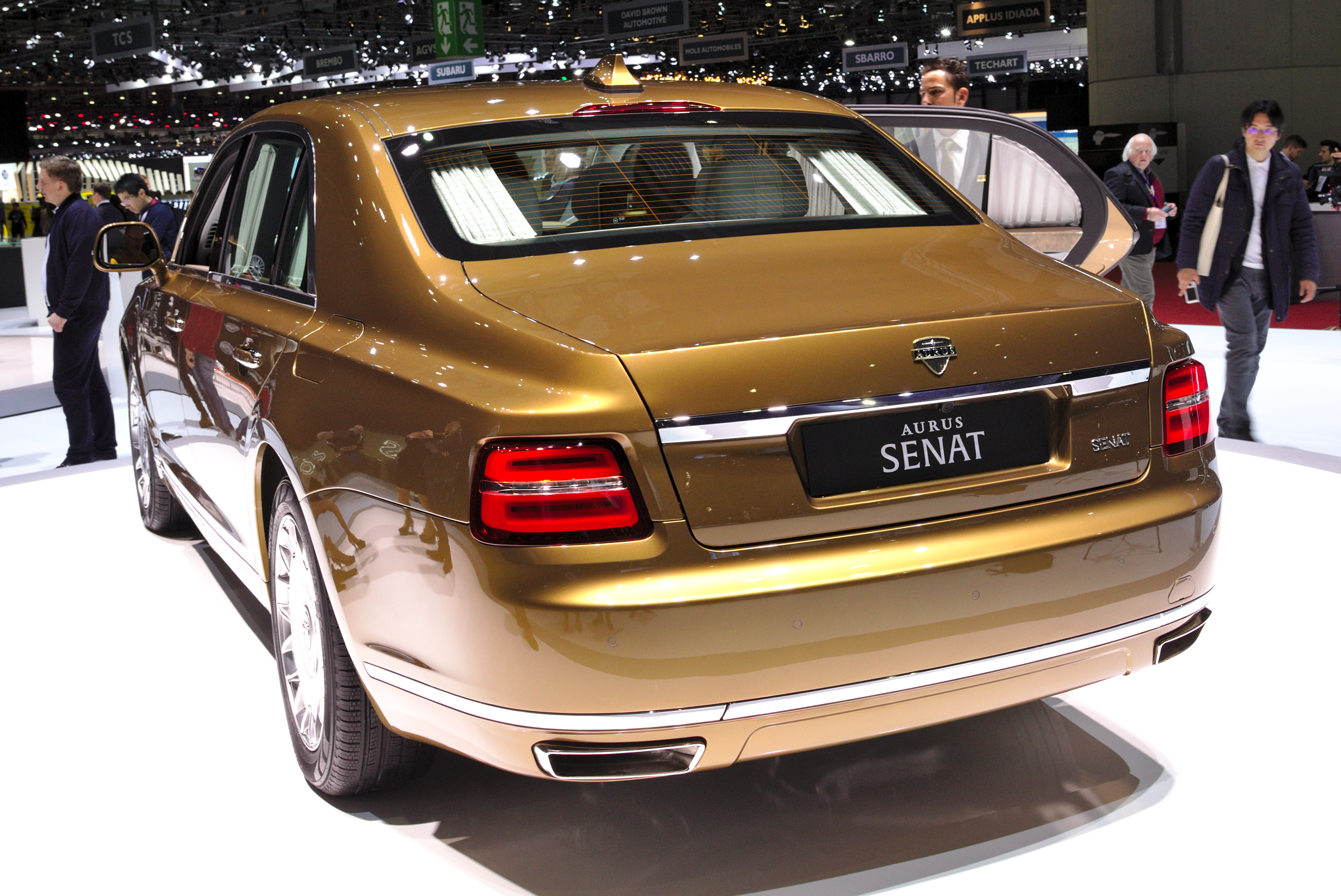
Heckansicht (kurze Version)
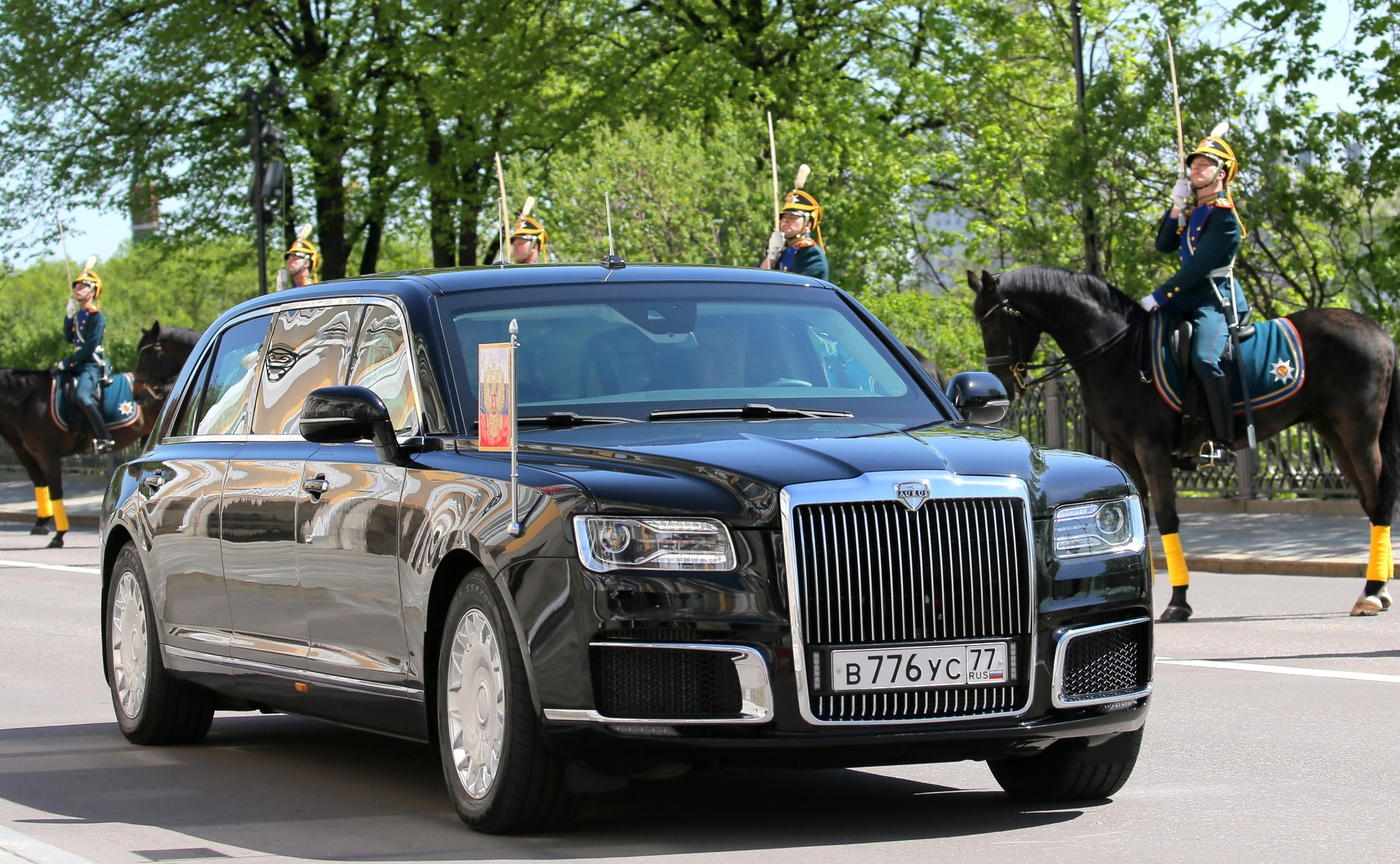
Aurus Senat als russische Staatskarosse am 7. Mai 2018 (lange Version)
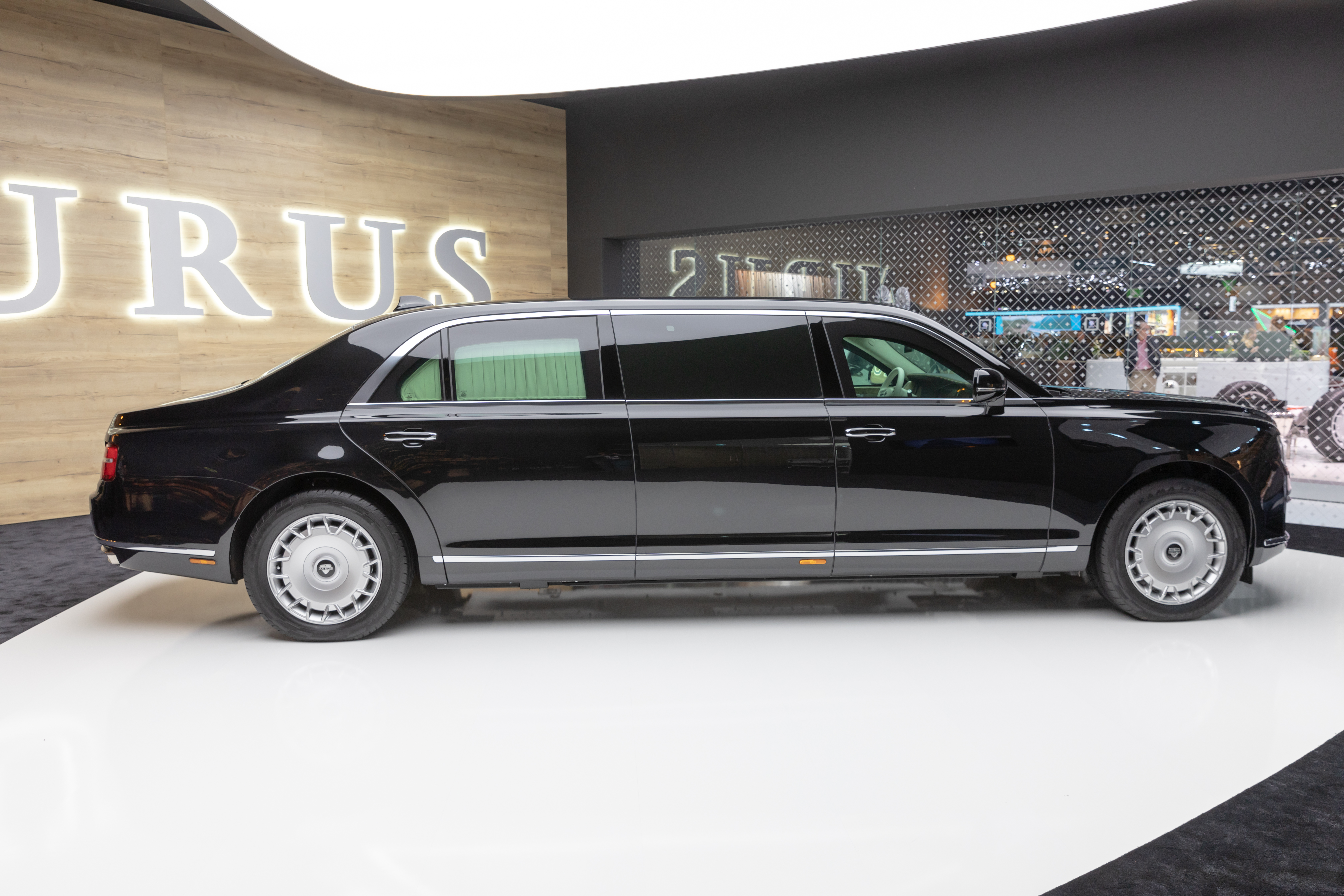
Aurus Senat (lange Version)
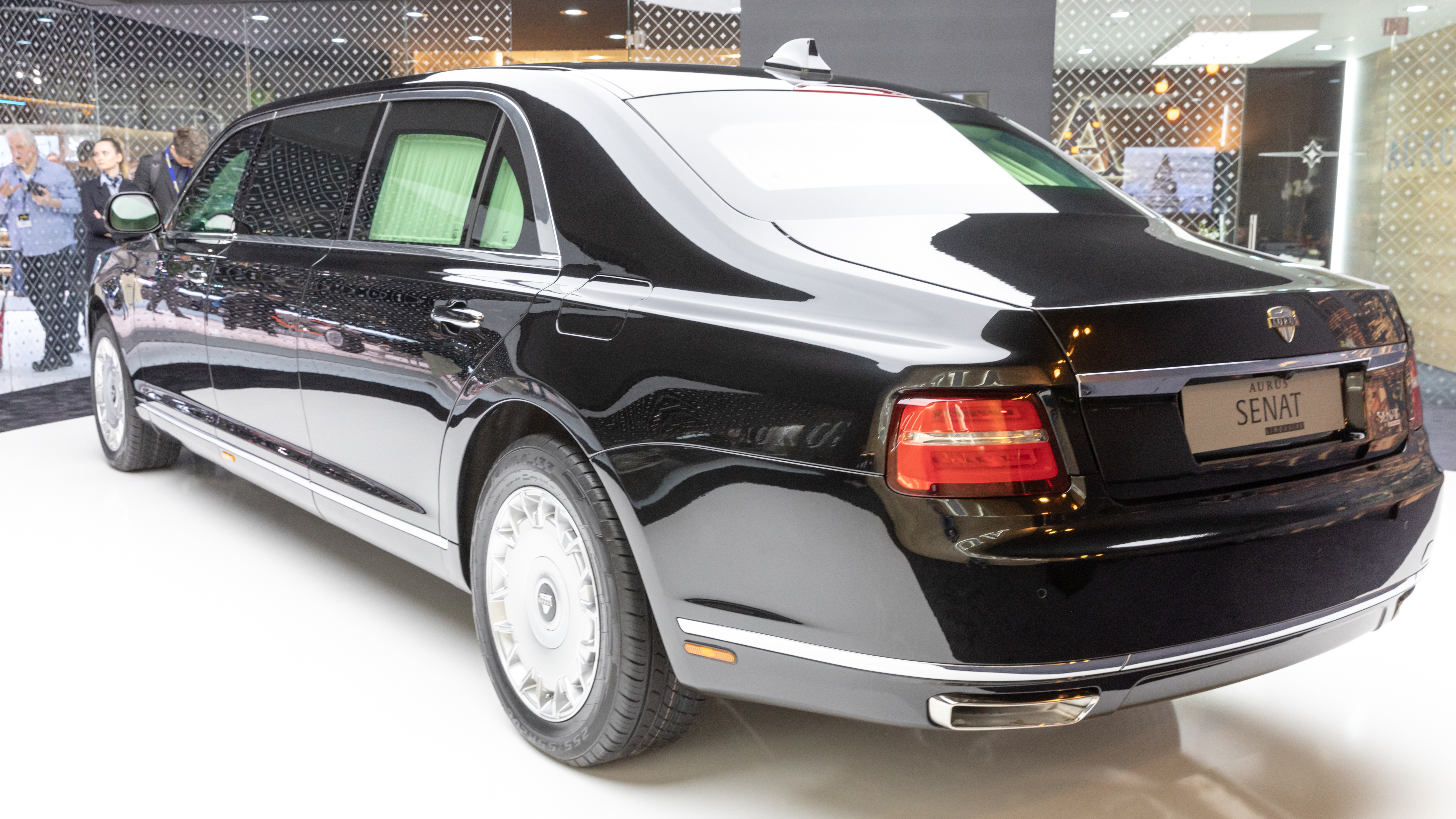
Heckansicht
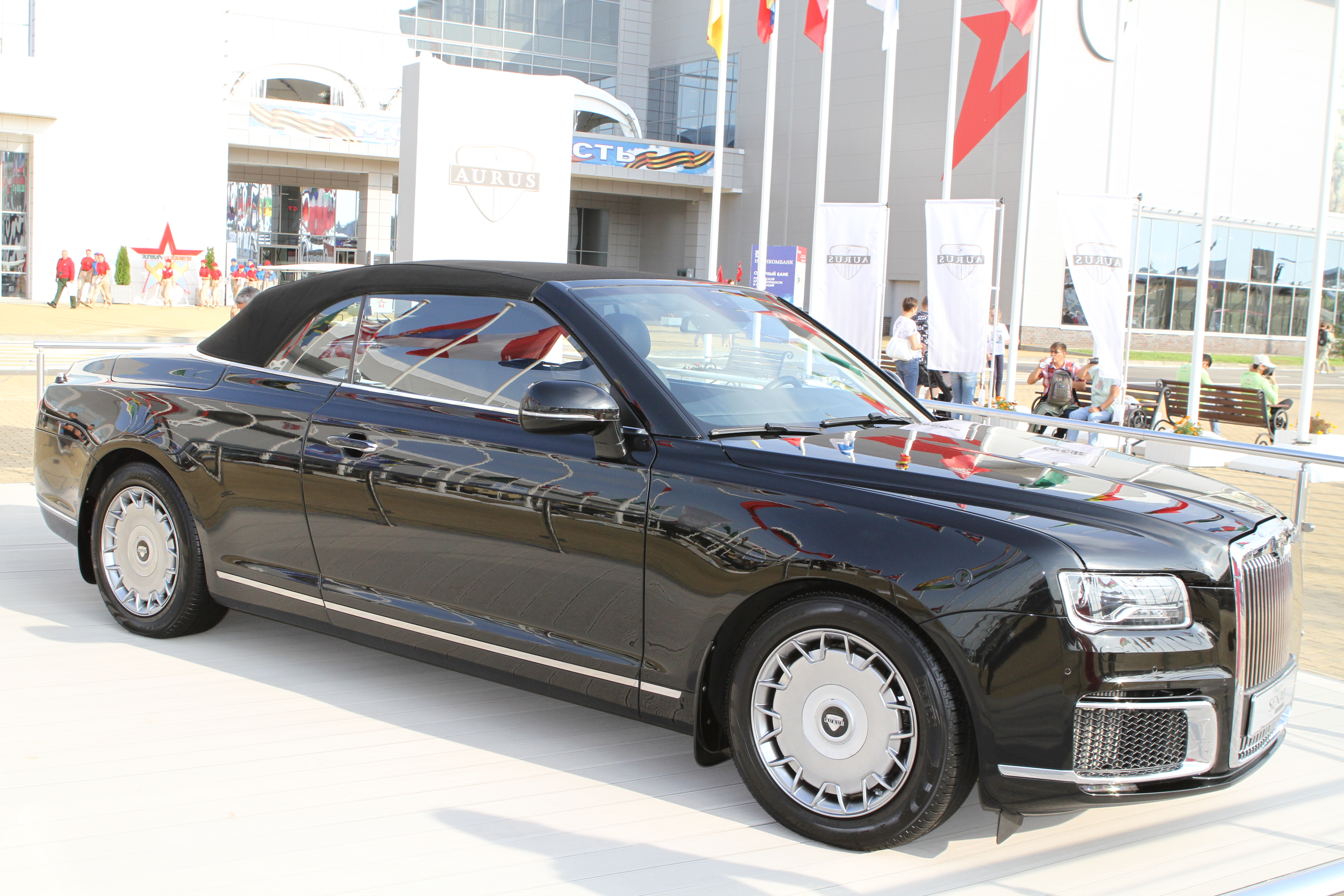
Aurus Senat Cabriolet
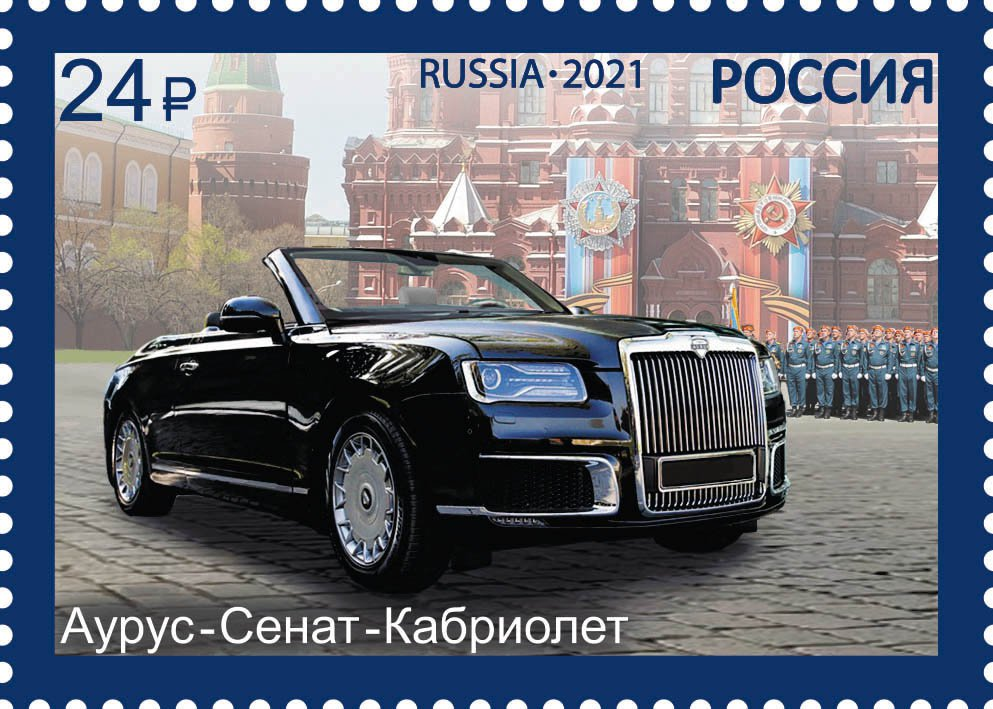
Aurus Senat Cabriolet (Briefmarke)

## Verschiedenes
Der Name „Aurus“ ist eine Kombination aus dem lateinischen Namen Aurum (Gold) und dem englischen Russia und soll so viel bedeuten wie ‚Russlands Gold‘.
Der deutsche Automobilbauer Daimler weihte am 3. April 2019 seine erste Pkw-Fabrik in Russland ein. Auch Russlands Präsident Wladimir Putin reiste zur Eröffnung in den Industriepark (Jessipowo, russisch Есипово), 40 km nordwestlich des Moskauer Autobahnrings MKAD, an. Putin wurde in seiner Aurus-Luxuslimousine, die ihm seit einem Jahr die gepanzerten Mercedes-S-600-Pullman-Limousinen ersetzt, unmittelbar in die Fabrikhalle vorgefahren.
Im Februar 2024 schenkte Putin seinem Bündnispartner Kim Jong-un, dem automobilbegeisterten Machthaber Nordkoreas, einen Aurus Senat. Beim Staatsbesuch Putins in Nordkorea vom 19. bis 21. Juni 2024 erhielt Kim einen zweiten Aurus als Geschenk.
Vor seiner am 12. Mai 2024 bekanntgegebenen Absetzung wurde der russische Verteidigungsminister Sergei Schoigu in einem Aurus Senat Cabrio stehend in einer Militärparade gefahren.
Am 29. März 2025 explodierte ein geparkter Aurus Senat der Flotte Putins nördlich des Moskauer FSB-Hauptquartiers und brannte zuerst im Motorraum und dann im Innenraum. Ein Video wurde auf X verbreitet. Über einen Anschlag wird gemutmaßt.